# مسجد الأمير سليمان
مسجد الأمير سليمان أو الجامع المعلق يرجع تاريخ إنشاء هذا المسجد إلى أوائل العصر العثماني، فقد بناه الأمير سليمان بن جانم بن قصروه، كاشف (حاكم) البهنساوية والفيوم (966هجرية / 1560م).

## وصفه
يشبه هذا المسجد من حيث التخطيط والزخارف، مساجد المماليك الجراكسة، فقد حفل سقف المسجد بزخارف ونقوش كتابية تشبه إلى حد كبير نقوش وكتابات خانقاه الأشرف برسباى بصحراء العباسية. أما من حيث التخطيط الداخلي فقد روعى فيه تخطيط المدارس المتعامدة ذات الإيوانات الأربعة.، أكبرها وأعمقها إيوان القبلة وهو إيوان الحنفية، فقد كان مذهب الدولة العثمانية الرسمى.
وقد عرف المسجد باسم المعلق وذلك لارتفاعه عن سطح الأرض فقد كان يصعد إليه بمجموعة من الدرجات المستديرة التي تتقدم المدخل الرئيسى للمسجد، وهي تشبه إلى حد كبير درجات مسجد الملكة صفية بالقاهرة.